# 阿弥陀堂釜
阿弥陀堂釜（あみだどうがま）は、神戸市の善福寺に伝わる茶釜。またはそれと同型の茶釜の総称。禅寺の金湯山蘭若院阿弥陀堂に由来する。猪首釜とも呼ばれる。

## 概要
豊臣秀吉が千利休に阿弥陀堂の住職、澄西和尚の猪のような頭の形を写した茶釜の製作を命じ、利休の依頼で天下一与次郎が製作した。

## 参考資料
- 大西清右衛門『茶の湯の釜』淡交社、2004年　ISBN 4473031438